# Mèo Bali
Mèo Bali là một giống mèo nhà lông dài với bộ lông mang màu sắc phong cách tương tự Mèo Xiêm và đôi mắt màu xanh ngọc bích. Mèo Bali cũng được biết đến với cái tên Mèo Xiêm thuần chủng lông dài, vì nó có nguồn gốc từ một giống đột biến tự nhiên của giống mèo này và do đó về cơ bản là cùng một giống mèo với một bộ lông mượt mà có chiều dài trung bình và một cái đuôi có lông đặc biệt.
Như trường hợp với giống mèo tương ứng có lông ngắn, sự khác biệt về di truyền được tạo ra giữa các loại thân hình truyền thống hoặc "kiểu cũ" và hiện đại. Trong tiêu chuẩn của Hoa Kỳ, các biến thể màu xuất phát từ Mèo lông ngắn Colorpoint được coi là giống riêng biệt, được gọi là Mèo Java. Không có mối liên hệ cụ thể nào giữa những giống mèo này và giống mèo trên các đảo Bali và Java của Indonesia, chính vì vậy, tên của chúng được đặt theo tên địa danh này.
Giống như tổ tiên Mèo Xiêm của chúng, mèo Bali là giống mèo hòa đồng, phát ra âm thanh lớn, vui tươi và tò mò và đồng thời cũng là một giống mèo thông minh.

## Các vấn đề sức khoẻ
Giống mèo Bali được đánh giá là một giống mèo có sức khỏe tốt, chỉ có một số vấn đề về sức khỏe. Một bệnh đã được xác nhận có thể giống Bali mắc phải là Bệnh teo võng mạc tiến triển (PRA), là một dạng bệnh trong đó gây thoái hóa võng mạc trong mắt; có thể dẫn đến thị lực yếu hoặc suy giảm thị lực.
Đã có một số trường hợp mèo Bali bị giãn cơ tim, đó là một bệnh làm cơ tim trở nên lớn lên và làm giảm chức năng tim. Ngoài ra còn có một số tuyên bố rằng giống mèo Bali có nguy cơ thấp bị bệnh cơ tim phì đại (HCM).
Một vấn đề sức khỏe tiềm năng khác của giống mèo này là bệnh amyloidosis ở gan.